# 丽水悬钩子
丽水悬钩子（学名：Rubus lishuiensis）为蔷薇科悬钩子属的植物，是中国的特有植物。分布在中国大陆的浙江等地，多生长于山坡溪边，目前尚未由人工引种栽培。